# 第1施設群
第1施設群（だいいちしせつぐん、JGSDF 1st Engineer Group(Construction)）は、陸上自衛隊南恵庭駐屯地（北海道恵庭市）に群本部が駐屯していた第3施設団隷下の施設科部隊で2004年（平成16年）3月29日に廃止された。

## 概要
北部方面隊創隊時に直轄の施設科部隊として編成され、その後、第3施設団新編により、その隷下部隊となる。施設科部隊としてさまざまな災害派遣や国際貢献活動で活躍していたが、第3施設団の縮小改編を前にした2004年（平成16年）3月に廃止された。廃止後、隷下部隊の一部は他部隊へ隷属替えされた。

## 沿革
独立第1施設群
- 1952年（昭和27年）
  - 10月15日：独立第1施設群本部が勝田駐屯地において編成完結[1]。
  - 12月10日：独立第1施設群本部および本部中隊が勝田駐屯地から南恵庭駐屯地に移駐[1]。
  - 12月11日：北部方面隊隷下に編合。

第1施設群（3個大隊編成）
- 1954年（昭和29年）7月1日：独立第1施設群（南恵庭駐屯地）が第1施設群に称号変更[1]。

1. 第102施設大隊（岩見沢駐屯地）を隷下に編合。
2. 第103施設大隊（幌別駐屯地）を隷下に編合。
3. 第104施設大隊を南恵庭駐屯地に新編し、隷下に編合。

※ 編成　第1施設群本部、本部中隊、第102施設大隊（岩見沢駐屯地）、第103施設大隊（幌別駐屯地）、第104施設大隊（南恵庭駐屯地）
- 1960年（昭和35年）
  - 2月17日：第101建設隊を旧立川駐屯地に新編。
  - 3月：第101建設隊が津田沼に移駐。
- 1961年（昭和36年）8月17日：第3施設団（南恵庭駐屯地）新編に伴い、同団隷下に編入。
- 1966年（昭和41年）4月1日：第101建設隊を廃止。

- 1976年（昭和51年）3月25日：第3施設団改編

1. 第102施設大隊を基幹に、第12施設群を岩見沢駐屯地に新編。
2. 第103施設大隊を基幹に、第13施設群を幌別駐屯地に新編。

第1施設群
- 1976年（昭和51年）3月25日：第3施設団改編

1. 第104施設大隊を基幹に、（新）第1施設群として南恵庭駐屯地に再編。
2. 第307地区施設隊（釧路駐屯地）および第303ダンプ車両中隊（南恵庭駐屯地）を編合。

※ 編成　第1施設群本部、本部中隊、第332施設中隊～第334施設中隊、第303ダンプ車両中隊、第302施設器材中隊、第307地区施設隊（釧路駐屯地）
- 1982年（昭和57年）3月25日：第303ダンプ車両中隊が第3施設団直轄へ異動。
- 1988年（昭和63年）3月25日：第307地区施設隊（釧路駐屯地）を廃止し、第341施設中隊を釧路駐屯地に新編し、隷下に編合。
- 1991年（平成03年）3月29日：第301坑道中隊を南恵庭駐屯地に新編し、隷下に編合。
- 2000年（平成12年）3月28日：後方支援体制移行に伴い、整備部門を北部方面後方支援隊第101施設直接支援大隊第1直接支援中隊に移管。
- 2004年（平成16年）
  - 3月23日：第341施設中隊（釧路駐屯地）を廃止し、第12施設群隷下の第342施設中隊（名寄駐屯地）と統合し、新たに釧路駐屯地において第12施設群隷下に第342施設中隊が再編。
  - 3月29日：第1施設群（南恵庭駐屯地）が廃止。

  1. 第332施設中隊～第334施設中隊（南恵庭駐屯地）、第302施設器材中隊（南恵庭駐屯地）が廃止。
  2. 第301坑道中隊（南恵庭駐屯地）が第13施設群に編合。

## 廃止時の部隊編成・駐屯地
編成
- 第1施設群本部
- 本部管理中隊「1施群-本」
- 第332施設中隊「332施」
- 第333施設中隊「333施」
- 第334施設中隊「334施」
- 第341施設中隊「341施」
- 第302施設器材中隊「302施器」
- 第301坑道中隊「301坑」 → 第1施設群廃止後は第13施設群隷下となる。

駐屯地
- 南恵庭駐屯地（北海道恵庭市）
  - 群本部および本部管理中隊
  - 第332施設中隊
  - 第333施設中隊
  - 第334施設中隊
  - 第302施設器材中隊
  - 第301坑道中隊
- 釧路駐屯地（北海道釧路市）
  - 第341施設中隊

## 整備支援部隊
- 第101施設直接支援大隊第1直接支援中隊「101施直支-1」（南恵庭駐屯地）：2000年（平成12年）3月28日から2004年（平成16年）3月29日の間。 → 第1施設群と同時に廃止。

## 歴代群長
| 代 | 氏名                     | 在職期間                                             | 前職                                                         | 後職                                                          |
| -- | ------------------------ | ---------------------------------------------------- | ------------------------------------------------------------ | ------------------------------------------------------------- |
| 01 | 中本太郎 （2等保安正）   | 1952年10月15日 - 1952年12月22日                      |                                                              | 死去・1等保安正に特別昇任                                     |
| -  | 井川静男 （2等保安正）   | 1952年12月22日 - 1953年02月09日 ※独立第1施設群長代理 |                                                              |                                                               |
| 02 | 青山左武郎 （1等保安正） | 1953年02月10日 - 1955年03月15日                      | 第2施設大隊長 兼 第2管区総監部施設課長 兼 旭川駐とん地部隊長 | 陸上自衛隊施設学校付                                          |
| 03 | 岸田茂                   | 1955年03月16日 - 1959年03月16日                      | 陸上幕僚監部施設課調査班長                                   | 陸上自衛隊施設補給処副処長                                    |
| 04 | 新穂栄蔵                 | 1959年03月17日 - 1961年07月16日                      | 陸上自衛隊施設学校総務部長                                   | 北部方面総監部付                                              |
| 05 | 千葉磨                   | 1961年07月17日 - 1963年03月15日                      | 北部方面総監部第4部勤務                                      | 東北方面総監部施設課長                                        |
| 06 | 吉ヶ江忠                 | 1963年03月16日 - 1964年07月15日                      | 統合幕僚会議事務局勤務                                       | 陸上幕僚監部第1部勤務                                         |
| 07 | 森分健二                 | 1964年07月16日 - 1966年03月15日                      | 第3施設団本部高級幕僚                                        | 陸上自衛隊施設補給処副処長                                    |
| 08 | 阿部太郎                 | 1966年03月16日 - 1967年07月16日                      | 第101測量大隊長 兼 立川分とん地司令                          | 東北方面総監部施設課長                                        |
| 09 | 外口行雄                 | 1967年07月17日 - 1969年07月15日                      | 陸上幕僚監部付                                               | 自衛隊新潟地方連絡部長                                        |
| 10 | 林栄一郎                 | 1969年07月16日 - 1971年07月15日                      | 統合幕僚会議事務局第4幕僚室勤務                              | 陸上幕僚監部付                                                |
| 11 | 田脇幸雄                 | 1971年07月16日 - 1973年07月15日                      | 北部方面総監部第4部勤務                                      | 陸上自衛隊航空学校勤務                                        |
| 12 | 高松博                   | 1973年07月16日 - 1975年07月15日                      | 第4施設団本部高級幕僚                                        | 中部方面総監部施設課長                                        |
| 13 | 中島常一                 | 1975年07月16日 - 1977年07月31日                      | 第11師団司令部第4部長                                        | 陸上自衛隊施設学校教育部長                                    |
| 14 | 肥田益次                 | 1977年08月01日 - 1979年07月31日                      | 陸上自衛隊施設学校勤務                                       | 陸上幕僚監部監察官付                                          |
| 15 | 岡崎悟                   | 1979年08月01日 - 1981年07月31日                      | 第11師団司令部第3部長                                        | 陸上自衛隊幹部学校学校教官                                    |
| 16 | 三好實                   | 1981年08月01日 - 1983年07月31日                      | 第3施設団本部高級幕僚                                        | 帯広駐屯地業務隊長                                            |
| 17 | 隈元保雄                 | 1983年08月01日 - 1986年03月16日                      | 陸上幕僚監部調査部付                                         | 中部方面総監部装備部長                                        |
| 18 | 平崎憲昭                 | 1986年03月17日 - 1988年03月15日                      | 陸上幕僚監部装備部施設課 建設班長                            | 東部方面総監部装備部施設課長                                  |
| 19 | 本保忠顯                 | 1988年03月16日 - 1990年03月15日                      | 陸上幕僚監部教育訓練部教育課 学校第2班長                     | 北部方面総監部人事部長                                        |
| 20 | 石岡久彌                 | 1990年03月16日 - 1992年03月31日                      | 統合幕僚学校学校教官                                         | 統合幕僚会議事務局第3幕僚室 指揮調整班長                      |
| 21 | 岡村功三                 | 1992年04月01日 - 1994年07月31日                      | 第2施設団本部高級幕僚                                        | 防衛大学校教授                                                |
| 22 | 森川啓二                 | 1994年08月01日 - 1996年12月15日                      | 陸上自衛隊調査学校学校教官                                   | 第4施設団副団長                                               |
| 23 | 井上敬                   | 1996年12月16日 - 1999年07月31日                      | 上富良野駐屯地業務隊長                                       | 北部方面総監部勤務                                            |
| 24 | 橋端信博                 | 1999年08月01日 - 2002年03月26日                      | 防衛医科大学校学生部訓練課長                                 | 陸上自衛隊施設学校教育部長                                    |
| 末 | 吉岡聖二                 | 2002年03月27日 - 2004年03月28日                      | 陸上自衛隊幹部学校学校教官                                   | 陸上自衛隊施設学校付 →2004年4月1日 陸上自衛隊施設学校教育部長 |